# Torbiele Nabotha

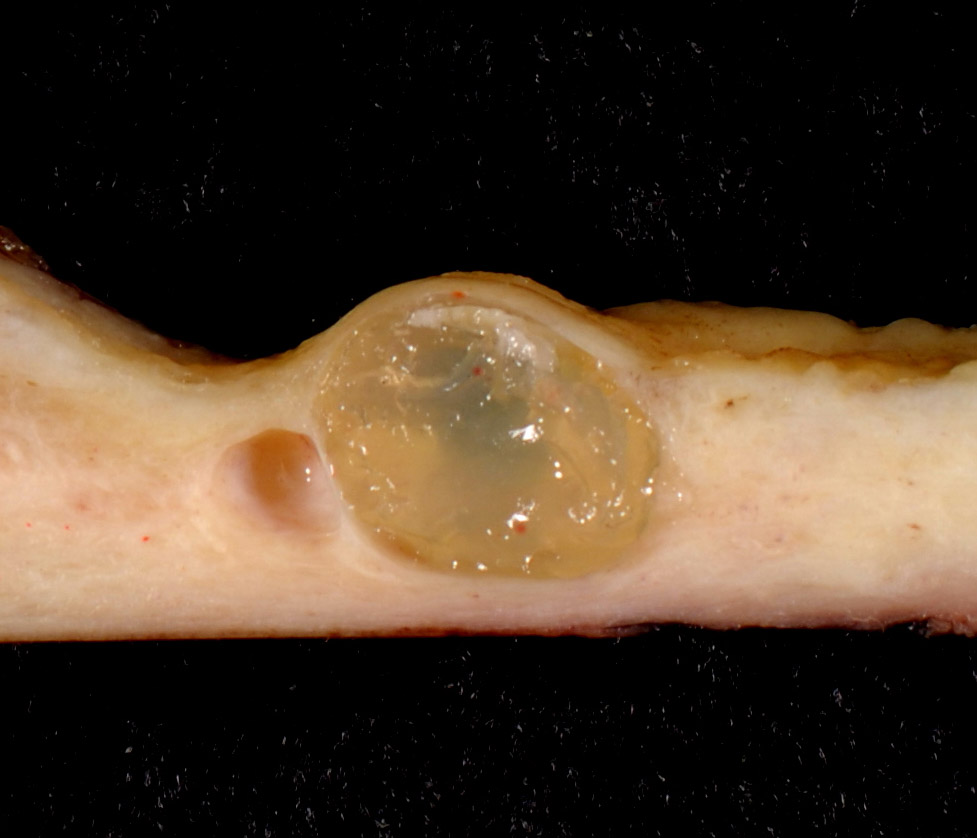
Torbiel Nabotha w ścianie macicy, preparat sekcyjny

Torbiele Nabotha (łac. ovula Nabothi, ang. Nabothian cysts) –
torbiele retencyjne średnicy 1–1,7 mm w błonie śluzowej macicy, utworzone wskutek zamknięcia ujścia gruczołów produkujących śluz przez nabłonek płaski napełzający na ektopię gruczołową szyjki macicy. 
Torbiele te zostały opisane po raz pierwszy przez francuskiego chirurga Guillaume Desnouesa (1650–1735), który uważał, że zawierają one substancję istotną dla procesu zapłodnienia. Niemiecki lekarz Martin Naboth znał teorię Desnouesa i posunął się dalej, wysuwając hipotezę, że torbiele te zawierają komórki jajowe. Na pamiątkę błędu Nabotha określa się je do dziś jako torbiele albo jaja Nabotha.